# 규제 포획
정치에서 규제 포획은 특정 지역과 같은 소수 집단의 상업적, 이념적 또는 정치적 이익에 봉사하기 위해 입법자 또는 규제자가 선택될 때 발생하는 권위의 부패이다.
규제 포획이 발생하면 대중의 일반 이익보다 특별한 이익이 우선시되어 사회에 순손실이 발생한다. 이는 지대추구 및 정부실패와 관련이 있다. 프로그램의 대부분 또는 모든 혜택이 단일의 합리적으로 작은 부류에 가지만 비용의 대부분 또는 전체가 많은 사람들에 의해 부담될 때 발생한다.
공공선택 이론가들에게 규제 포획은 정책이나 규제 결정의 결과에 큰 이해관계를 가진 집단이나 개인이 그들이 선호하는 정책 결과를 얻기 위해 자원과 에너지를 집중할 것으로 예상될 수 있기 때문에 발생한다.
규제 포획 이론은 규제의 경제학이라고 하는 공공 선택론 분야의 핵심 초점이다. 이 전문 분야의 경제학자들은 정부의 규제 개입이 공공재를 보호하기 위한 동기로 개념화되는 데 비판적이다. 규제 포획 이론은 주요 개발자 중 한 명인 노벨상 수상자인 경제학자 조지 스티글러과 연관되고는 한다.
규제 포획의 가능성은 정부기관이 본질적으로 노출되는 위험이다. 이는 규제기관이 가능한 한 외부 영향으로부터 보호되어야 함을 시사한다. 또는 주어진 기관을 전혀 만들지 않는 것이 더 나을 수도 있다. 포획된 규제자는 정부의 권위를 휘두르기 때문에 규제가 없는 것보다 더 나쁘다. 그러나 기관의 투명성을 높이면 포획의 영향을 완화할 수 있다. 최근 증거에 따르면 높은 수준의 투명성과 언론 자유를 갖춘 성숙한 민주주의 국가에서도 보다 광범위하고 복잡한 규제 환경은 높은 수준의 부패(규제 포착 포함)와 관련이 있다.

## 같이 보기
- 정실 자본주의
- 철의 삼각